# Lonely Are the Brave
Lonely Are the Brave är det sjätte studioalbumet av det norska heavy metal-bandet Jorn. Albumet gavs ut 2008 av skivbolaget Frontiers Records.

## Låtlista
1. "Lonely Are the Brave" (Jørn Lande/Jørn Viggo Lofstad) – 4:17
2. "Night City" (Jørn Lande/Jørn Viggo Lofstad) – 5:27
3. "War of the World" (Jørn Lande/Jørn Viggo Lofstad) – 5:32
4. "Shadow People" (Jørn Lande/Jørn Viggo Lofstad) – 3:34
5. "Soul of the Wind" (Jørn Lande/Jørn Viggo Lofstad) – 6:03
6. "Man of the Dark" (Jørn Lande/Jørn Viggo Lofstad) – 5:10
7. "Promises" (Jørn Lande/Jørn Viggo Lofstad) – 4:43
8. "The Inner Road" (Jørn Lande/Jørn Viggo Lofstad) – 4:55
9. "Hellfire" (Jørn Lande/Finn Zierler) (Beyond Twilight – nyinspelning) – 6:12
10. "Showdown" (The Snakes-cover) – 4:25

Bonusspår
1. "Stormbringer" (Ritchie Blackmore/David Coverdale) (Deep Purple-cover) – 3:53
2. "Like Stone In Water" (Jørn Lande/Jørn Viggo Lofstad/Tore Moren) – 5:02

## Medverkande
Musiker (Jorn-medlemmar)
- Jørn Lande – sång
- Jørn Viggo Lofstad – gitarr
- Willy Bendiksen – trummor
- Tore Moren – gitarr
- Sid Ringsby (Øystein Ringsby) – basgitarr

Bidragande musiker
- Espen Mjøen – basgitarr (spår 5, 6)

Produktion
- Jørn Lande – producent
- Ronny Sveen – ljudtekniker
- Tommy Hansen – ljudmix, mastering
- Thomas Ewerhard – omslagsdesign, omslagskonst